# Saison 31 d'Un cas pour deux
Chronologie
Saison 30 Saison 32
Cet article présente les épisodes de la trente-troisième saison de la série télévisée allemande Un cas pour deux.

## Distribution

### Acteurs principaux
- Claus Theo Gärtner : Josef Matula
- Paul Frielinghaus : Me Markus Lessing
- Caroline Grothgar : Kristin Wernstedt, la secrétaire de Me Lessing
- Anita Vulesica : Agnieszka Sychowski, l'amie de Matula (épisodes 8 à 14)

## Épisodes

### Épisode 1: L'affaire Matula (Der Fall Matula)
- Allemagne : 9 décembre 2011 sur ZDF
- France : 7 janvier 2015 sur France 3

- Dieter Montag (Benjamin Stoltz)
- Ralph Kretschmar (Le duc)
- Soner Ulutas (Tayfun)
- Birthe Wolter (Sabrina Hunger)
- Bernhard Bulling  (Rocky Schäfer)
- André M. Hennicke (Commissaire Brenner)
- Jana Thies (Procureur Beck)
- Alexandra von Schwerin

### Épisode 2: Plagiat (Koala im Schnee)
- Allemagne : 16 décembre 2011 sur ZDF
- France : 7 janvier 2015 sur France 3

- Alice Dwyer (Lisa Schmidt)
- Karina Fallenstein (Irene Schmidt)
- Steffen Münster (Ludwig Schmidt)
- Martin Umbach (Viggo Svenson)
- Andreas Pietschmann (Tom Berger)
- Bettina Kupfer (Larissa Meyerhof)
- Kathleen Morgeneyer (Svenja Pauls)
- Holger Handtke
- Thomas Meinhardt
- Volker Metzger

### Épisode 3:titre français inconnu(Schicksal)
- Allemagne : 23 décembre 2011 sur ZDF
- France :

### Épisode 4:titre français inconnu(Verlust)
- Allemagne : 30 décembre 2011 sur ZDF
- France :

- Arnd Klawitter (Simon Köhler)
- Raúl Semmler (Jens Köhler)
- Jenny Deimling (Barbara Köhler)
- Gerhard Garbers (Jochen Köhler)
- Bernd Tauber (Max Kleinwort)
- Michael Lott (Commissaire Kaminski)
- Renate Becket
- Robert Meller
- Meriem Userli

### Épisode 5: Le grand amour (Liebesblind)
- Allemagne : 20 avril 2012 sur ZDF
- France : 8 janvier 2015 sur France 3

- Bernhard Schir (Georg Quast)
- Marcel Hensema (Lou van der Beek)
- Anne Ratte-Polle (Capitaine Gabi Zech)
- Nora Quest (Isa Quast)
- Johannes Richard Voelkel (Brigadier Benker)
- Belerim Destani (Volgan Zubin)
- Eric Klotzsch (Gueule d'amour)
- Nadine Kösters (Jeune fille)
- Eva Kryll (Responsable No shame)
- Martin Armknecht (Juge)
- Heidi Ecks

### Épisode 6: Investissements dangereux (Tödliche Gier)
- Allemagne : 27 avril 2012 sur ZDF
- France : 8 janvier 2015 sur France 3

- Francis Fulton-Smith (Matthias Tembrink)
- Susann Uplegger (Alexandra Salewski)
- Hubertus Hartmann (Christian Bülow)
- Catherine Bode (Susane Tembrink)
- Frank Sieckel (Tobias Lehmkuhl)
- Martina Eitner-Acheampong (Bärbel Künecke)
- Stefan Haschke (Thomas Berg)
- Lars Niedereichholz (Mirko Fisch)
- Holger Handtke (procureur)
- Michael Härle (Jörn Steinborn)
- Daniel Bill

### Épisode 7:Sport Extrême(Todeslauf)
- Allemagne : 4 mai 2012 sur ZDF
- France : 9 janvier 2015 sur France 3

- Stefan Konarske (Nick Barnikol)
- Janusz Kocaj (Philipp Barnikol)
- Jana Voosen (Birgit Barnikol)

### Épisode 8: Un million en petites coupures (Eine Million in kleinen Scheinen)
- Allemagne : 11 mai 2012 sur ZDF
- France : 9 janvier 2015 sur France 3

- Gabriel Merz (Rubino Gonzales)
- Lissa Schwerm (Yvonne Waldmann)
- René Dumont (Gutleut)
- Michael Benthin (le commissaire Frommelt)

### Épisode 9: Mort sur le ring (Tod im Ring)
- Allemagne : 23 novembre 2012 sur ZDF
- France : 12 janvier 2015 sur France 3

- Michael Mendl (Horst Klein)
- Till Firit (Dirk Berger)
- Natalia Avelon (Pia Sommer)
- Antonio Wannek (Mischa Fahrenholz)

### Épisode 10:Le droit de garder le silence(Das Versteck)
- Allemagne : 30 novembre 2012 sur ZDF
- France :

- Laura Tonke (Melanie Wagner)
- Olivier Bröcker (Karsten Schenk)
- Jochen Nickel (Lutz Holm)
- Karin Giegerich (Procureure Katja Blum)
- Martin M. Hahnemann (Henning Voss)
- Pia de Buhr (commissaire Witte)
- Anna Bergmann
- Maria Von Bismarck
- Stefan Richter

### Épisode 11:Faussaires(Abgezockt)
- Allemagne : 7 décembre 2012 sur ZDF
- France : 13 janvier 2015 sur France 3

- Rolf Kanies (Ulrich von Steeg)
- Mark Keller (Jan Kopp)
- Yvonne de Bark (Judith von Steeg)
- Marie-Lou Sellem (procureur Schneller)
- Jule Dormann (Marie Hansen)
- Vanessa Jung (Eva Scheck)
- Lutz Blochberger
- Philip Köstring
- Cavin Pietzsch
- Eva Zeidler

### Épisode 12: Tuée au centre d'appel (Mord im Callcenter)
- Allemagne : 14 décembre 2012 sur ZDF
- France : 14 janvier 2015 sur France 3

- Ludwig Blochberger (Felix Lessing)
- Markus Boysen (Henning Fürst)
- Jenny Elvers-Elbertzhagen (Gabriele Kaiser)
- Jan Pohl (en) (Uwe Lenz)
- Narges Rashidi (Ayshe)
- Michael Rotschopf (procureur Wiegand)
- Aljoscha Stadelmann (Klaus Babel)
- Mathis Reinhardt (Mark Siewert)
- Stephen Szasz (Horst)

### Épisode 13:titre français inconnu(Mord im Taunus)
- Allemagne : 21 décembre 2012 sur ZDF
- France :

### Épisode 14: La superstar de Francfort (Frankfurt Superstar)
- Allemagne : 28 décembre 2012 sur ZDF
- France : 15 janvier 2015 sur France 3

- Bettina Zimmermann (Judith Peters)
- Marek Erhardt (Ingo Gold)
- Sabrina Wilstermann (Lilly Kleinert)
- Michael Kind (Blaumann)